# Andiber
Ardiber foi um indivíduo, de possível origem germânica, que habitou o Oriente bizantino no século V. Em 449, a ele foi endereçada uma carta de Teodoreto de Cirro na qual o último faz recomendações do padre e médico Pedro. No documento Andiber é mencionado como "a sua magnificência" (η υμετέρα  μεγαλοπρέπεια).